# Jim Pattison
Pour les articles homonymes, voir Pattison.
Jim Pattison (né James Allen Pattison le 1er octobre 1928 à Saskatoon, Saskatchewan, Canada) est un homme d'affaires canadien. Milliardaire, il est l'unique propriétaire de Jim Pattison Group, dont il est le PDG. Sa carrière professionnelle est fortement liée aux activités de Jim Pattison Group.

## Biographie
Jim Pattison Group est la troisième plus grande société privée au Canada. Elle détient plusieurs concessionnaires automobiles, Overwaitea Foods, Save-On-Foods, Ripley's Believe It or Not!, ainsi que des stations de radio et de télévision en Colombie-Britannique et en Alberta.
Pattison a aussi supervisé l'organisation de Expo 86 tenu à Vancouver, en tant que PDG de Expo 86 Corporation.
Le 15 février 2008, Jim Pattison Group a acquis GWR, société détenant les droits sur la franchise Guinness World Records.
Pattison s'est aussi impliqué dans l'organisation des Jeux olympiques de Vancouver tenus en 2010.
Pattison est membre de l'Ordre du Canada et du Order of British Columbia. En 2008, il occupait la 178e position sur la liste des personnes les plus riches de la planète selon le magazine Forbes. C'est le 4e plus riche Canadien.
Il est membre élu du Panthéon des hommes d'affaires canadiens (Canadian Business Hall of Fame).

## Œuvre
- (en) Jim Pattison et Paul Grescoe, Jimmy: An Autobiography, 1987